# Beriózovaia Poliana
Beriózovaia Poliana (en rus: Берёзовая Поляна) és un poble de l'óblast de Sakhalín, a Rússia, el 2013 tenia una població de 0 habitants. Pertany al districte municipal de Tímovskoie.